# ジョージ・デウィット・メイソン

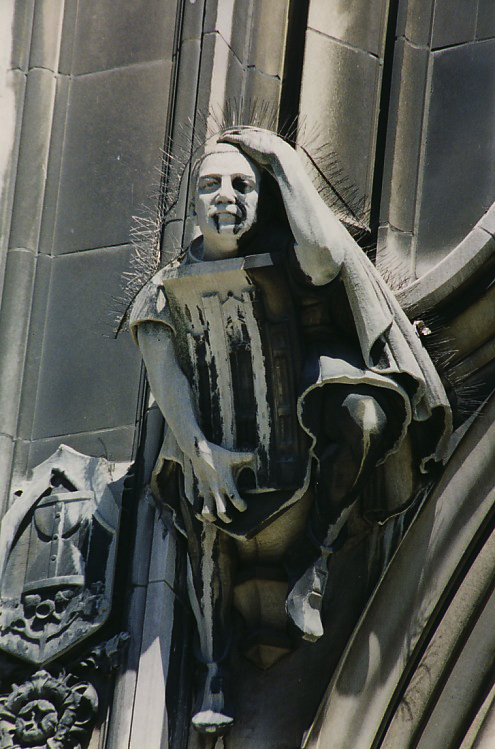
メイソンの石像

ジョージ・デウィット・メイソン（George DeWitt Mason, 1856年 - 1948年）は、アメリカ合衆国の建築家。19世紀末から20世紀初頭にかけてミシガン州デトロイトで活動した。

## 教育と経歴
メイソンはニューヨーク州シラキュースにおいて、ジェイムズ・H・メイソン (James H. Mason) とゼルダ・E・メイソン (Zelda E. Mason) の間に生まれた。一家は1870年にミシガン州デトロイトに移住し、メイソンはそこで初期の教育を受けた。
1873年、メイソンはデトロイトの建築家ヘンリー・T・ブラッシュ (Henry T. Brush) の下で働き、建築の世界へ入った。1878年、メイソンはザカライヤ・ライス (Zachariah Rice) とともに「メイソン・アンド・ライス」社を立ち上げた。共同経営は1898年に終了し、その後メイソンは単独で事業を続けた。
建築家アルバート・カーンは、1884年から1896年まで「メイソン・アンド・ライス」社で働いていた。カーンは20世紀初頭の数年間、再びメイソンと提携した。

## 代表的業績
1898年以前は、「メイソン・アンド・ライス」としての業績である。場所の記述が省略されているものは、すべてミシガン州デトロイトに建築された。
- Michigan Central Railroad Depot（1880年、ミシガン州チェルシー）
- Thompson House（1884年）
- Most Holy Trinity Rectory（1886年）
- Grand Hotel（ミシガン州マッキナク島）
- Gilbert Lee House（1888年）
- First Presbyterian Church（1889年、第一長老派教会）
- James E. Scrips Mansion（1891年）
- Trinity Episcopal Church（1892年）
- Belle Isle Police Station（1893年）
- Hiram Walker and Sons, Building, Windsor, Ontario （1896年）
- Detroit Opera House（1898年）
- Palms Apartments（1903年、アルバート・カーンと共に）
- Belle Isle Aquarium（アルバート・カーンと共に）
- West Engineering Building（1904年、ミシガン州アナーバー、アルバート・カーンと共に）
- Century Club and Gem Theater（1903年、1927年）
- Cadillac Motor Car Company Amsterdam Street Plant（1905年）
- Pontchartrain Hotel（1907年）
- Mitchell Brothers Company Building（1907年、ミシガン州キャデラック）
- Charles T. Fisher House（1915年頃）
- Fred Fisher House（1918年頃、1923年頃に増築）
- Trinity United Methodist Church（1923年）
- Detroit Masonic Temple（1926年）
- Central Woodward Christian Church（1928年）
- Detroit College of Law Building
- Zion Luthern Church（ミシガン州アナーバー）